# Guadalupe (El Salvador)
Guadalupe es un distrito del municipio de San Vicente Sur en el departamento de San Vicente, El Salvador. Las rutas de buses que llevan son la Ruta Interdepartamental 501 que hace su Recorrido de San Salvador a Guadalupe y la Ruta interurbana 178 que recorre por el km 51. y la Ruta 160 Recorre por el valle del Jiboa estas dos rutas con destino a San Vicente. Tiene una población estimada de 5.851 habitantes para el año 2024.

## Historia
En el año 1790, el valle de Rincón Grande fue uno de varios lugares que se agruparon para constituir el poblado de Nuestra Señora de Tepetitán. En 1807, según el corregidor intendente don Antonio Gutiérrez y Ulloa, Rincón Grande era una hacienda que administraba el común del pueblo de Santo Domingo, en el que se cultivaba «tabaco de excelente calidad y maíz y otras semillas; [con] temperamento cálido y vario».
Durante el gobierno de Diego Vigil, y por Decreto Legislativo del 21 de febrero de 1837, Rincón Grande se erigió en pueblo con el nombre de «Guadalupe». 
En el 12 de septiembre de 1897, Francisco Flores y sus socios firmaron los estatutos de la Sociedad para la Construcción de la Iglesia Parroquial de la Villa de Guadalupe. Los estatutos son aprobados por el Ministerio de lo Interior en el 25 de noviembre.
El 27 de marzo de 1888 obtuvo el título de villa, y en 1890 se estimaba su población en 1620 habitantes.
En el 20 de abril de 1893, durante la administración del presidente Carlos Ezeta, la Secretaría de Instrucción Pública y Beneficencia, a propuesta del director general de Educación Pública, acordó el establecimiento de una escuela mixta en el valle de Cárcamo, cuya dotación era 15 pesos mensuales.
El 10 de mayo de 1920, Guadalupe obtuvo el título de ciudad en virtud de «su importancia agrícola y comercial, su densidad de población y por llenar los demás requisitos que exige la Ley del Ramo Municipal».
En el siglo XXI, el distrito ha sido afectado por dos desastres naturales. Primero fueron los terremotos del 2001; y posteriormente, junto a Verapaz, fue una de las localidades más afectadas por las inundaciones del 2009.

## Información general
El distrito tiene un área  de 21,51 km² y la cabecera una altitud de 735 m s. n. m. Su territorio comprende los cantones San Antonio Los Ranchos, San Benito, San Emigdio y San Francisco Agua Agria. Se encuentra asentado en las faldas del volcán de San Vicente.
Las fiestas patronales se celebran en el mes de diciembre en honor a Nuestra Señora de Guadalupe. También se celebra un «Festival del maíz» en el mes de agosto.